# بنيامين كرافات الثالث
بنيامين فرانكلين كرافات الثالث أستاذ بقسم الكيمياء في معهد سكريبس للأبحاث في لاهويا، كاليفورنيا. يعتبر مخترعًا مشاركًا للبروتيوميات القائمة على النشاط ومساهمًا كبيرًا في البحث حول نظام كانابينويد الداخلي، وهو شخصية بارزة في مجال البيولوجيا الكيميائية الناشئ. تم انتخاب كرافات لعضوية الأكاديمية الوطنية للعلوم في عام 2014، والأكاديمية الأمريكية للفنون والعلوم في عام 2016. وهو رئيس جيلولا لعلم الأحياء الكيميائية، وباحث في كوب، وباحث في سيرل.